# Riccardo Tonetti
Riccardo Tonetti (Bolzano, 14 de mayo de 1989) es un deportista italiano que compitió en esquí alpino.
Ganó una medalla de bronce en el Campeonato Mundial de Esquí Alpino de 2019, en la prueba de equipo mixto. Participó en los Juegos Olímpicos de Pyeongchang 2018, ocupando el quinto lugar en la misma prueba.

## Palmarés internacional
| Campeonato Mundial | Campeonato Mundial | Campeonato Mundial | Campeonato Mundial |
| Año                | Lugar              | Medalla            | Prueba             |
| ------------------ | ------------------ | ------------------ | ------------------ |
| 2019               | Åre (Suecia)       | Medalla de bronce  | Equipo mixto       |